# 猎枪小屋

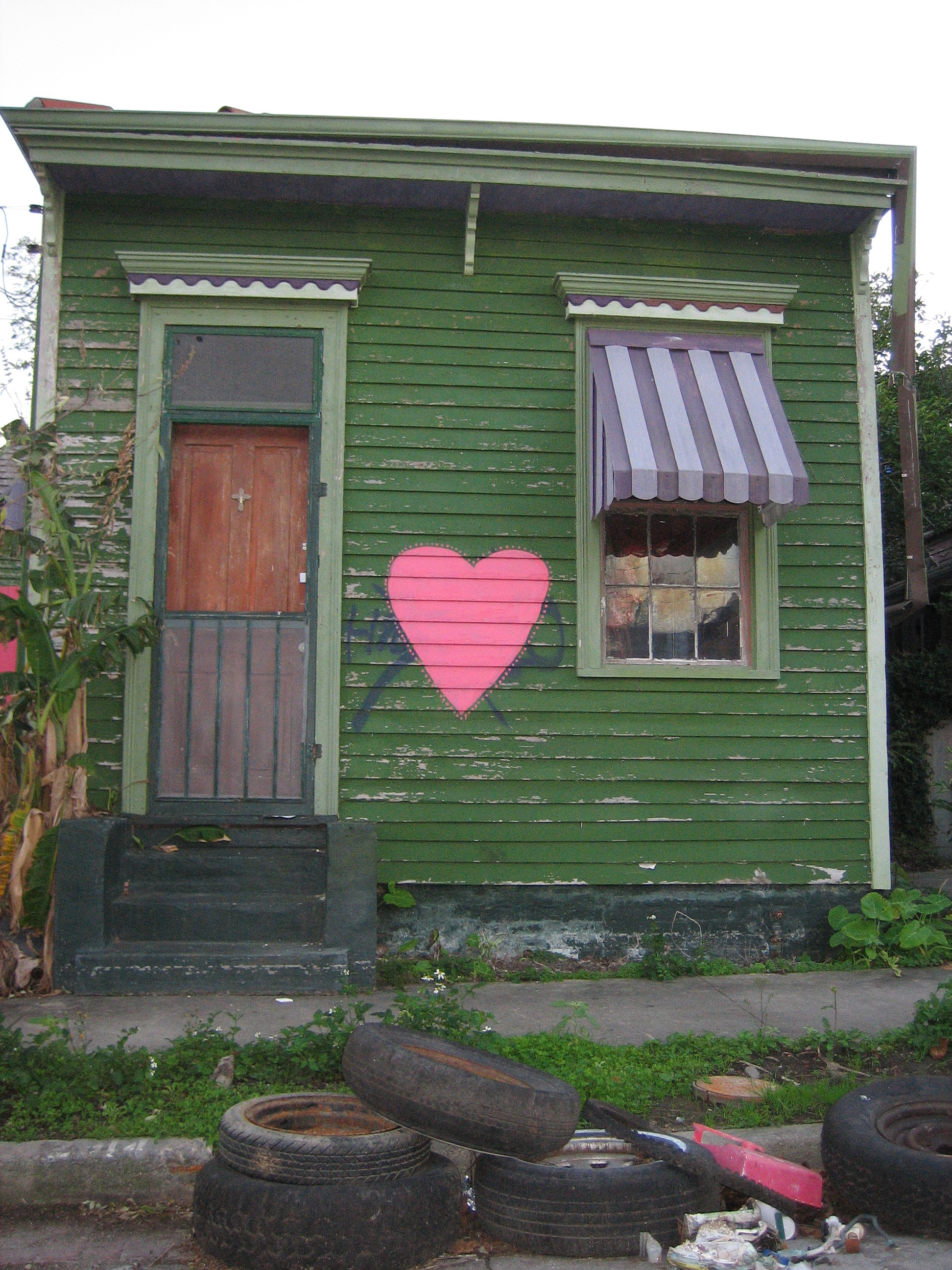
卡特里娜飓风过后不久， 在新奥尔良 巴约圣约翰街区的一栋朴实的猎枪小屋。猎枪小屋由三到五个连续的房间组成，没有走廊，并且具有狭窄的矩形结构。

猎枪小屋 (shotgun house、shotgun shack、shotgun hut、shotgun cottage）是狭窄的长方形住宅，通常不超过12英尺（3.7）宽，面積大約在650 至 1050 平方英尺 （65 - 100 平方米左右）房间彼此之间排成一排，其房間通常一個接一個地排列，沒有走廊。房屋前后两端都有门，所有房間的門基本上都在一條軸綫上對齊，便於通風-穿堂風。Shotgun -「霰彈槍,或者獵槍」這個名稱據信源於這樣一種說法：一顆子彈從前門射入，可以穿過後門而不擊中任何東西。 這種房屋以其線性佈局而聞名，門通常對齊以利於空氣流通，使其非常適合炎熱的氣候。獵槍（霰彈槍）式房屋深植於美國路易斯安娜州紐奧爾良的城市肌理之中。它們起源於西非和海地，並在19世紀初，隨著難民、移民和被奴役者的到來，最終被帶到紐奧爾良。獵槍（霰彈槍）式房屋的風格受到了這些不同文化的影響。它是美國南部最受欢迎的房屋风格，其设计与铁路公寓相似。 這些房屋在19世紀人口激增、住房需求增加後變得尤其普遍。獵槍（霰彈槍）式房屋最初服務於低收入的工薪階層社區，因為它們是由附近的工廠為安置工人而建造的。
由於其與貧困的關聯，獵槍（霰彈槍）式房屋在20世紀末開始逐漸失去受歡迎的程度。最近，在2005年，卡特里娜颶風對紐奧爾良的第九區造成了損害，該區主要由獵槍（霰彈槍）式房屋組成。然而，這種房屋在紐奧爾良的大量存在——以及歷史建築保護者對這種房屋風格重新燃起的興趣——確保了它們得以保留，如今它們依然是紐奧爾良文化的一個標誌。 而且因此如今（2025年）這些保留下來的獵槍（霰彈槍）房屋價格在紐奧爾良變得非常昂貴，不再是工薪階層可以買的起的物業了。 